# Mellisa Hollingsworth
Mellisa Hollingsworth (n. 4 octombrie 1980, Lacombe, Alberta, Canada) este o sportivă ce a reprezentat Canada, medaliată olimpică. A participat la 3 ediții ale Jocurilor Olimpice (2006, 2010, 2014) în care a câștigat o medalie de bronz.